# Dumagere, Chikmagalur
Dumagere là một làng thuộc tehsil Chikmagalur, huyện Chikmagalur, bang Karnataka, Ấn Độ.